# Mangusteczka karłowata
Mangusteczka karłowata, mangusta karłowata (Helogale parvula) – gatunek drapieżnego ssaka z podrodziny Mungotinae w obrębie rodziny mangustowatych (Herpestidae).

## Taksonomia
Gatunek po raz pierwszy zgodnie z zasadami nazewnictwa binominalnego opisał w 1847 szwedzki zoolog Carl Jakob Sundevall, nadając mu nazwę Herpestes parvulus. Holotyp pochodził z Transwalu, w Południowej Afryce.  
Autorzy Illustrated Checklist of the Mammals of the World rozpoznają siedem podgatunków, jednak zachodzi potrzeba ich rewizji taksonomicznej. Podstawowe dane taksonomiczne podgatunków (oprócz nominatywnego) przedstawia poniższa tabelka:
| Podgatunek     | Oryginalna nazwa           | Autor i rok opisu | Miejsce typowe                                                            |
| -------------- | -------------------------- | ----------------- | ------------------------------------------------------------------------- |
| H. p. ivori    | Helogale ivori             | O. Thomas, 1919   | Lumbo, Mozambik.                                                          |
| H. p. mimetra  | Helogale mimetra           | O. Thomas, 1926   | Ganguela, Angola.                                                         |
| H. p. nero     | Helogale parvula nero      | O. Thomas, 1928   | Okorosave, Kaokoland, północna Namibia.                                   |
| H. p. ruficeps | Helogale brunnula ruficeps | Kershaw, 1922     | Monze, 200 mi (322 km) na południe od Ndoli, północno-zachodnie Zimbabwe. |
| H. p. undulata | Herpestes undulatus        | Peters, 1852      | Mossimboa, Mozambik.                                                      |
| H. p. varia    | Helogale varia             | O. Thomas, 1902   | Dystrykt Mweru, północne Zimbabwe.                                        |

### Etymologia
- Helogale: gr. ἑλος helos „bagno”; γαλεή galeē lub γαλή galē „łasica”[27].
- parvula: łac. parvulus „bardzo mały, malutki”, od parvus „mały”; przyrostek zdrabniający -ulus[28].
- ivori: Ivor Montagu (1904–1984), brytyjski filmowiec, scenarzysta, producent, krytyk filmowy, pisarz, tenisista stołowy, działacz komunistyczny w latach 30. XX wieku[11].
- ruficeps: łac. rufus „czerwony, rudy”; -ceps „-głowy”, od caput, capitis „głowa”[29].
- undulata: łac. undulatus „z oznaczeniami w kształcie fal”, od unda „fala”[30].
- varia: łac. varius „różny, różnorodny, wielobarwny”[31].

## Zasięg występowania
Mangusteczka karłowata występuje w Afryce Środkowej, Wschodniej i Południowej, zamieszkując w zależności od podgatunku:
- H. parvula parvula – Zimbabwe, Mozambik i północno-wschodnia Południowa Afryka.
- H. parvula ivori – Tanzania i północno-wschodni Mozambik.
- H. parvula mimetra – północna Namibia i północno-zachodnia Botswana.
- H. parvula nero – środkowa Namibia.
- H. parvula ruficeps – Zambia (region Kafue i Prowincja Południowa).
- H. parvula undulata – północna i wschodnia Afryka od Sudanu i Etiopii na południe do Malawi.
- H. parvula varia – środkowa Afryka od Angoli do Ugandy.

## Morfologia
Długość ciała (bez ogona) samic 18,5–23 cm, samców 16–22,7 cm, długość ogona samic 14,2–18,8 cm, samców 15,2–18,3 cm, długość ucha samic 1,4–2,1 cm, samców 1,5–2,1 cm, długość tylnej stopy samic 4,1–4,9 cm, samców 4,1–5,1 cm; masa ciała samic 213–341 g, samców 223–341 g (Botswana); masa ciała samic 221–395 g, samców 265–415 g (Park Narodowy Serengeti). Sierść mangust karłowatych jest szorstka i niezbyt długa. Jej barwa może mieć bardzo różne odcienie brązu. Brzuch jest zazwyczaj jaśniejszy od reszty ciała. Ogon mangusty jest dosyć dobrze umięśniony, bo zwierzę wykorzystuje go jako podporę podczas stania na tylnych łapach. Wzór zębowy: I {\displaystyle {\tfrac {3}{3}}} C {\displaystyle {\tfrac {1}{1}}} P {\displaystyle {\tfrac {3}{3}}} M {\displaystyle {\tfrac {2}{2}}} = 36.

## Tryb życia
Gatunek ten spotykany jest na sawannach i półpustyniach, zazwyczaj w niewielkiej odległości od jakiegoś źródła wody. Sporadycznie występują w terenach górzystych i w suchych lasach akacjowych. Aktywna w ciągu dnia i bardzo towarzyska, żyje w stadach. Swoje areały znakują wydzieliną z gruczołów przyodbytowych, stojąc na przednich łapkach, prawdopodobnie w celu powiększenia swej wielkości w oczach drapieżników. Najczęściej do rozrodu przystępuje para najwyżej stojąca w hierarchii. Zachowania godowe to wzajemna pielęgnacja sierści i świergoczące głosy. Żywią się owadami, małymi ssakami, ptakami, korzeniami, bulwami i owocami. Wiele zachowań identycznych jak zachowanie mungo pręgowanego. Żyje w stadach, prowadzi dzienny tryb życia. Osobniki dożywają około 10–11 lat.

## Zagrożenie i ochrona
Obecnie populacjom mangusty nie zagraża wyginięcie.